# Черняк, Роберт Михайлович
Роберт Михайлович Черняк (1900, Киев — 6 января 1932, Москва) — советский художник-график, иллюстратор, плакатист, карикатурист.

## Биография
Родился в Киеве в интеллигентной семье, отец был врачом и сам Черняк тоже получил медицинское образование. Художественного образования не имел. Служил в Красной армии, участвовал в художкоровском движении. С 1924 года работал карикатуристом в киевских периодических изданиях. В 1929 году переехал в Москву, где его карикатуры публиковались в ряде центральных изданий и он считался одним из лучших карикатуристов столицы. Был постоянным сотрудником журнала «Смена» и газеты «Комсомольская правда», работал в «Нашей газете», «Пролетарской правде», «Известиях».
В издательстве ОГИЗ-ИЗОГИЗ вышли плакаты Р. М. Черняка, в том числе «Поповщина маскирует подготовку интервенции. Укрепим мощь СССР!» (1931), «На помощь борцам революции, жертвам фашизма» (1931). В 1932 году в издательстве «Изобразительное искусство» вышел альбом его рисунков.
В 1920-е годы занимался книжной иллюстрацией произведений советских еврейских литераторов на идише, оформил книгу детских стихов Лейба Квитко «Айзичек в путешествии» (серия «Смотри и читай»).
В декабре 1931 года был направлен с выездной редакцией «Комсомольской правды» в командировку на «Уралмедьстрой», в обратной дороге простудился и скоропостижно скончался.
В 1988 году в Москве в серии «Мастера советской карикатуры» была выпущена книга-альбом художников-карикатуристов Григория Розе, Роберта Черняка и Герасима Эфроса.

## Семья
Сын — Эдуард Робертович Черняк (27 сентября 1931 — 26 сентября 2013), кандидат геолого-минералогических наук (1970), ведущий специалист НИИ по инженерным изысканиям в строительстве (ПНИИИС) в области изучения и оценки деформационных и строительных свойств рыхлых отложений, был одним из составителей альбома карикатур отца в серии «Мастера советской карикатуры».

## Публикации
- Роберт Черняк. Альбом рисунков / Статьи В. Вельмина, Д. Заславского, Гр. Розе. — М.: Государственное издательство изобразительных искусств, 1932 (17 страниц текста, 90 листов иллюстраций).
- Григорий Розе, Роберт Черняк, Герасим Эфрос. Серия «Мастера советской карикатуры». М.: Советский художник, 1988.